# Bisdom Barra do Garças
Het bisdom Barra do Garças (Latijn: Dioecesis Barragartiensis) is een rooms-katholiek bisdom met als zetel Barra do Garças, in Brazilië. Het bisdom is suffragaan aan het aartsbisdom Cuiabá.

## Geschiedenis
Het bisdom werd opgericht op 27 februari 1982, uit delen van het bisdom Guiratinga.

## Parochies
Het bisdom had in 2022 een oppervlakte van 70.930 km2 en telde 165.000 inwoners waarvan 61,8% rooms-katholiek was.

## Bisschoppen
- Antônio Sarto (25 maart 1982 - 23 mei 2001)
- Protógenes José Luft (23 mei 2001 - 18 oktober 2023)
- Paulo Renato Fernandes Gonçalves de Campos (18 oktober 2023 - heden)

Cuiabá (aartsbisdom) · Barra do Garças · Diamantino · Juína · Primavera do Leste-Paranatinga · Rondonópolis-Guiratinga · São Félix (territoriale prelatuur) · São Luíz de Cáceres · Sinop